# Uršna sela
Uršna sela je naselje u slovenskoj Općini Novom Mestu. Uršna sela se nalazi u pokrajini Dolenjskoj i statističkoj regiji Jugoistočnoj Sloveniji. 

## Stanovništvo
Prema popisu stanovništva iz 2002. godine naselje je imalo 588 stanovnika.